# Адольф Стендер-Петерсен
Адольф Стендер-Петерсен (21 липня 1893, Санкт-Петербург — 16 квітня 1963, Орхус) — данський славіст, філолог та історик літератури, який також працював у Тарту. Засновник журналу «Scando-Slavica».

## З біографії
З 1912 по 1915 рік навчався в Петербурзькому університеті, потім у Копенгагені. Викладач російської та польської мов в Університеті Гетеборга з 1918 по 1928 рік.
У 1927—1931 рр. був професором слов'янської філології в Тартуському університеті.
Доцент слов'янської філології з 1931 року та професор Орхуського університету з 1941 року, ректор з 1945 по 1947 роки. З 1949 по 1950 рік працював у Колумбійському університеті в Нью-Йорку.